# جک هرشمن
جک هرشمن (انگلیسی: Jack Hirschman؛ زادهٔ ۱۳ دسامبر ۱۹۳۳) شاعر، نویسنده، فعال اجتماعی اهل ایالات متحده آمریکا است.
وی همچنین برندهٔ جوایزی همچون جایزه کتاب آمریکا شده‌است.